# منتخب أوزبكستان لكرة اليد
منتخب أوزبكستان لكرة اليد هو ممثل أوزبكستان الرسمي في المنافسات الدولية في كرة اليد.